# Hiedra, roble y zumaque venenosos

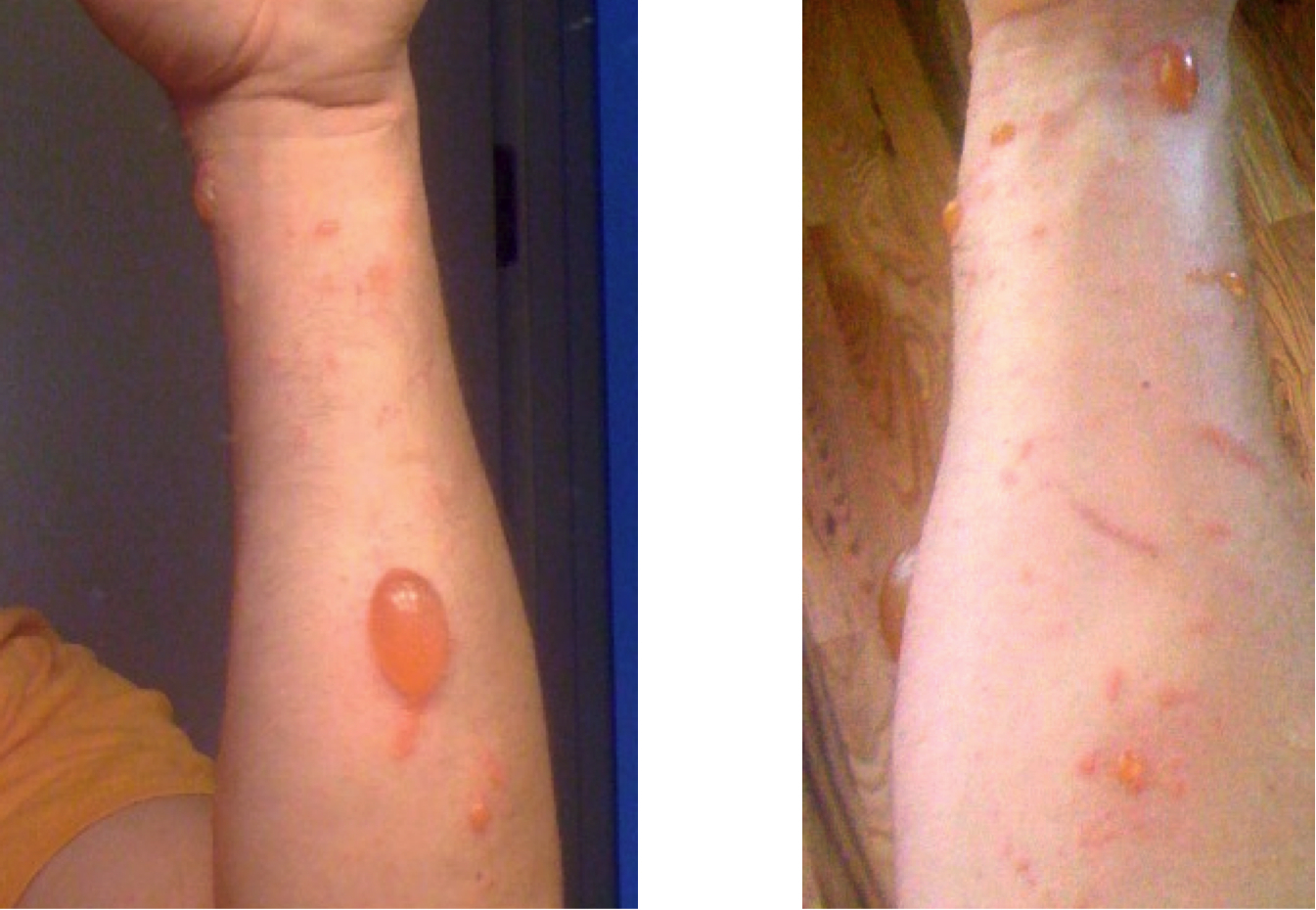
Dermatitis por contacto inducida por el urushiol de una hiedra venenosa.

La hiedra venenosa, el roble venenoso, y el zumaque venenoso son plantas que tienen una savia irritante aceitosa denominada urushiol. Al contacto con la piel el urushiol provoca una reacción alérgica. El resultado típico es un sarpullido o erupción cutánea rojiza y pruriginosa con protuberancias o ampollas, que pica, el mismo puede aparecer horas después de la exposición o inclusive  varios días más tarde. Una persona puede entrar en contacto con el urushiol directamente o por tocar objetos que hayan estado en contacto con la savia de una de estas plantas venenosas.

## El urushiol

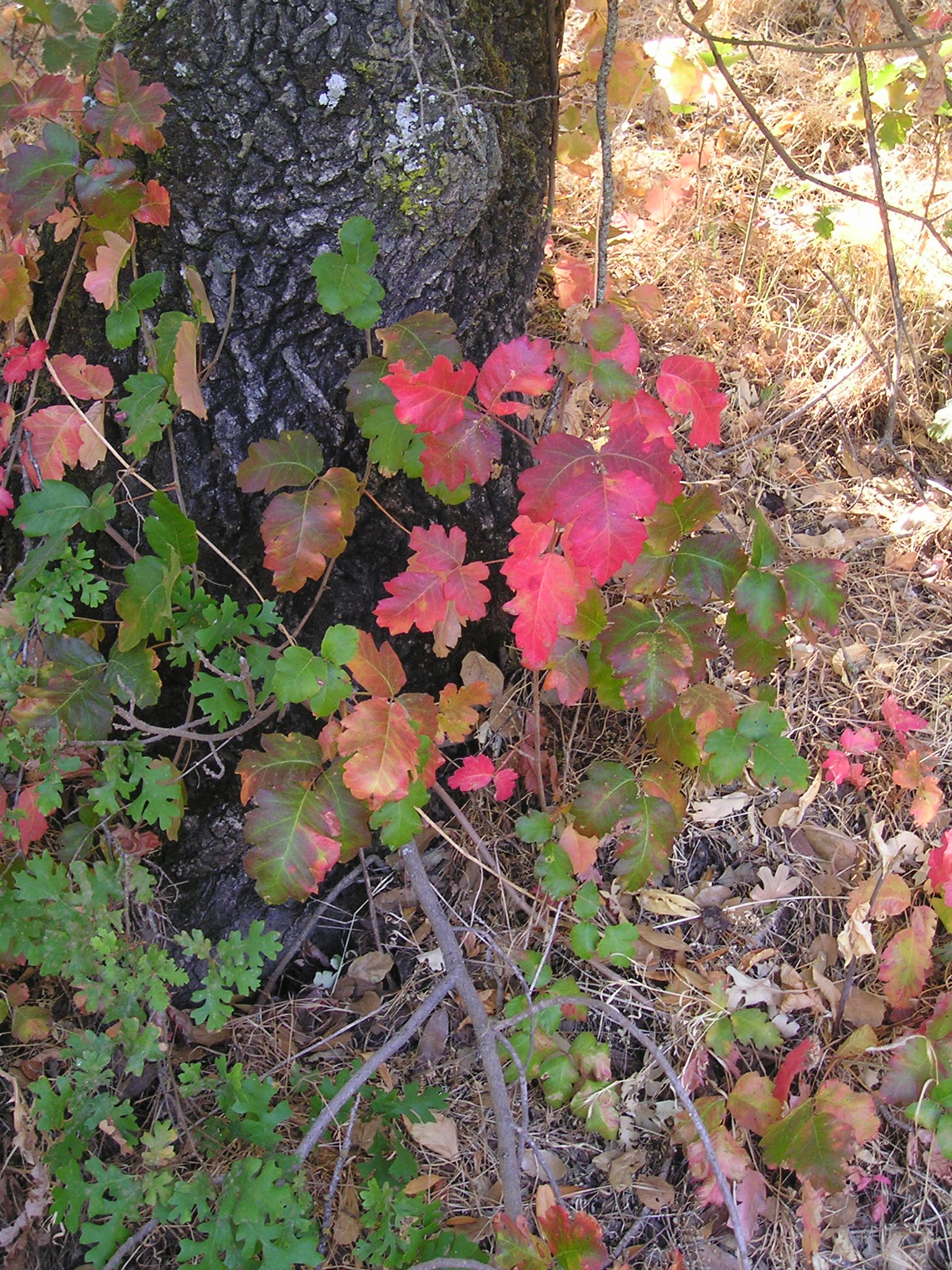
Planta de roble venenoso.

El urushiol se encuentra en todas las partes de la planta (hojas, tallos, y raíces), y se encuentra activo aun cuando las plantas están muertas. La piel absorbe rápidamente el urushiol. También se lo puede inhalar al quemar plantas venenosas, lo cual puede producir una  reacción alérgica muy seria. El urushiol se transfiere muy fácilmente de un objeto a otro, por lo que la ropa o herramientas que hayan estado en contacto con las plantas, o las mascotas que se froten contra ellas, pueden estar "contaminados" con este aceite y pasarlo fácilmente a las personas.

## Características de las plantas
El roble venenoso se parece mucho a la hiedra venenosa, sus hojas se parecen en cierta medida a las hojas del roble. La parte inferior de las hojas es de un color verde mucho más claro que la parte superior de las mismas y está recubierta por una pelusilla. El zumaque venenoso es un arbusto leñoso, cada tallo posee unas diez hojas dispuestas de a pares. El zumaque venenoso es común en zonas lluviosas y pantanosas.

## Sarpullido
El sarpullido que produce el veneno de estas plantas es una forma de dermatitis alérgica por contacto. La mayoría de estos sarpullidos son leves y duran de cinco a doce días. En casos severos, el sarpullido puede durar 1 mes o más. Los síntomas del brote alérgico incluyen edema, inflamación, supuración, y en casos extremos sensación de quemadura. La Academia Americana de Dermatología estima que se producen 50 millones de casos de esta dermatitis anualmente en EE. UU., siendo la causa de un 10% de las bajas por enfermedad en el Servicio Forestal de EE. UU.